# Connel·lita
La connel·lita és un mineral rar de coure de la classe dels halurs. El nom li va donar James Dwight Dana el 1850 en honor del químic escocès Arthur Connell (1794 - 1863), el primer a estudiar aquesta espècie. També és coneguda amb els noms footeita i tallingita.

## Propietats
La connel·lita cristal·litza en el sistema hexagonal. S'acostuma a trobar en forma de flocs de delicats cristalls aciculars de color blau. És isoestructural amb la buttgenbachita, amb la qual forma una sèrie.
Segons la classificació de Nickel-Strunz, la connel·lita pertany a «03.DA: Oxihalurs, hidroxihalurs i halurs amb doble enllaç, amb Cu, etc., sense Pb» juntament amb els següents minerals: melanotal·lita, atacamita, botallackita, clinoatacamita, hibbingita, kempita, paratacamita, belloïta, herbertsmithita, kapellasita, gillardita, haydeeïta, anatacamita, claringbul·lita, barlowita, simonkol·leïta, buttgenbachita, abhurita, ponomarevita, anthonyita, calumetita, khaidarkanita, bobkingita, avdoninita i droninoïta.

## Formació
Està associada amb altres minerals de coure d'origen secundari, com la cuprita, malaquita, l'atzurita i l'spangolita. La seva presència a Cornualla (Cornwall, en anglès) va ser assenyalada per Philip Rashleigh el 1802, i es va examinar primer químicament per Arthur Connell el 1847. Als territoris de parla catalana ha estat descrita a la mina de Les Ferreres, a Camprodon (Ripollès, Girona) i a la mina «Iris 18» d'Escornalbou a Riudecanyes (Baix Camp, Tarragona).